# Господар прстенова
Господар прстенова је роман епске фантастике који је написао енглески академик и филолог Џон Роналд Рејел Толкин. Прича је започета као наставак Толкиновог ранијег дела Хобит, али се развила у много већу причу, са преко 150 милиона продатих копија. Писана је у етапама од 1937. до 1949. године, а већи део је написан током Другог светског рата. Мада је замишљена као једнотомно дело, првобитно је објављена у три тома у 1954. и 1955. години и у том тротомном облику је и данас општепозната. Од тада је прештампавана много пута и преведена на многе језике, што је чини једним од најпопуларнијих и најутицајнијих дела у литератури 20. века
Подељена је у шест делова:
1. Повратак сенке (The Return of the Shadow)
2. Дружина прстена
3. Издаја Изенгарда
4. Пут у Мордор
5. Рат за прстен
6. Повратак краља

Ради практичнијег дистрибуирања, објављена је у три књиге:
- Дружина прстена
- Две куле (The Two Towers)
- Повратак краља

Толкиново дело је било предмет опсежне анализе његових тема и порекла. Иако се ради о великом делу самом по себи, прича је била само последња иницијатива већег епа на којем је Толкин радио од 1917. године, у процесу који је описао као митопеја. Утицаји на ово раније дело, и на причу Господара прстенова, укључују филологију, митологију, религију и ауторов презир према ефектима индустријализације, као и ранија дела фантастике и Толкинова искуства у Првом светском рату. Сматра се да је Господар прстенова имао велики утицај на модерну фантастику; утицај Толкинових дела је такав да је употреба речи „Tolkienian” и „Tolkienesque” забележена у Окфордском енглеском речнику.
По роману Господар прстенова снимљена је филмска трилогија у режији Питера Џексона и продукцијe Њу лајн синема.

## Синопсис

### Први део
Господар прстенова почиње отприлике 60 година након завршетка Хобита. Први део приче почиње када Фродо Багинс, Билбов нећак, наслеђује магични прстен од свог ујака. Билбов стари пријатељ, Гандалф открива да је тај прстен у ствари Јединствени прстен предмет који има моћ да исквари срце онога ко га поседује. Саурон, мрачни господар, шаље Утваре прстена, прерушене у јахаче у црном у Округ, Фродову домовину, у потрагу за прстеном. Уз помоћ оданог баштована, Сема Гемџија, и двојице блиских пријатеља, Мерија Брендибака и Пипина Тука, Фродо успева да им побегне. Фродо и остали одлазе предати прстен у Ривендал којим влада вилењак Елронд. У путу им помаже и Том Бомбадил, спашавајући их од Старца Врбе и неколико дана их гости, храни, поји и савјетује. У градићу Брију, Фродовој дружини се прикључује човјек зван "Страјдер", који је у ствари Арагорн, син Араторнов, насљедник пријестола Гондора и Арнора. Арагорн, на захтјев Гандалфа, води хобите до Ривендала. Међутим, Фрода је тешко повриједио вођа Утвара али се упркос томе опоравља под његом вилењачког господара Елронда.
У Ривендалу се одржава Елрондов савјет коме присуствују представници свих раса Међуземља, Вилењаци, Патуљци и Људи. Вођени Елрондом, долазе до закључка да могу спасити Међуземље једино ако однесу Јединствени прстен у земљу сјенки, Мордор и униште га у Пламен планини гдје је и искован.
Фродо се добровољно јавља за тај задатак и „Дружина прстена“ је формирана да му помогне: сам Фродо, Гандалф, Арагорн, Боромир Гондорски, патуљак Гимли, вилењак Леголас и његова три супутника хобита. Пут их носи у руднике Морије, гдје их прати Голум, биће које је је Билбо срео у гоблинским пећинама Магленог горја, прије много година. Голум је дуго посједовао Прстен, прије него га је нашао Билбо. Гандалф објашњава да је Голум некада био сличан хобитима, прије него је добио Прстен, који га је искварио. Роб Прстеновој вољи, Голлум очајнички жели поново узети „његово Злато“. У наставку, Пипин случајно разоткрије њихово присуство, и Дружина је нападнута од стране Сауронових слугу. Гандалф се сукобљава са гиганским древним демоном, Балрогом и пада у дубоки понор, вјероватно у своју смрт. Бјежећи из Морије, Дружина, предвођена Арагорном, одлази у вилењачке просторе Лотлоријена. Ту господарица Галадријела показује Фроду визије прошлости, садашњости и будућности. Фродо угледа и Сауроново око, метафизички израз Саурона. На крају првог дијела, након што дружина пређе Велику ријеку Андуин, Фродо одлучује да сам оде у Мордор, првенствено због опасног утицаја прстена на Боромира кога су убили Урук Хаи. Међутим, његов одани Сам инсистира да пође с њим.

### Други део
У другом дијелу, Двије куле, прича се наставља паралелно у двије књиге, и у првој нам говори о преосталим члановима Дружине који помажу земљи Рохан у рату против издајице Сарумана, некадашњег вође Реда чаробњака, који жели Прстен за себе. На почетку прве књиге, Дружина је раштркана, Мерија и Пипина су заробили Саруманови урук-хаи, Боромир је смртно рањен бранећи их, а Арагорн, Гимли и Леголас полазе у потјеру за њима. Њих троје срећу Гандалфа који се вратио у Међуземље као Гандалф Бијели. Они сазнају да је поразио Балрога и иако је тада и он сам страдао, послан је назад и препорођен. На крају прве књиге, Гандалф, Арагорн, Леголас и Гимли помажу побиједити Саруманове армије у Хелмовом понору, док је Саруман стјеран у ћошак од стране Ента, заједно са Меријем и Пипином, који побјегну из заробљеништва, и тада се двије групе срећу.
Друга књига другог дијела говори о Фроду и Сему и њиховом путу до Пламен планине. Успијевају заробити и „укротити“ Голума, који их тајно одведе у Мордор, поред уклетог Минас Моргула. На крају другог дијела, Голум изда Фрода великом пауку, Шелоби, и иако Фродо преживи, заробе га Орци. У међувремену, Саурон шаље све своје снаге у напад на Међуземље, заједно са Краљем-вјешцем, Вођом Утвара и његовом војском Минас Моргула у битку против Гондора, у Рату за Прстен.

### Трећи део
У трећем дијелу, Повратак краља, настављају се авантуре Гандалфа, Арагорна, Гимлија, Леголаса паралелно са Фродовим и Самовим. Као што је речено у првој књизи, Дружина помаже у посљедњој бици против Сауронових снага, укључујући и опсаду Минас Тирита у Гондору и посљедњој бици за живот и смрт пред Црним Дверима Мордора, гдје се савез Гондора и Рохана очајнички бори против Сауронове армије, да би им одвратили пажњу од Прстена, те тако давајући времена Фроду да га уништи.
У другој књизи, Сам спашава Фрода из заробљеништва. Након много патње, стижу до Пламен планине, док их Голум прати. Међутим, искушење Прстена се покаже превелико за Фрода и он га задржава за себе, не желећи га уништити. Међутим, Голум га напада и успијева му одгристи прст са Прстеном. Слуђен успјехом, Голум се посклизне и заједно с Прстеном пада у врелу лаву, гдје Прстен коначно бива уништен.
На крају, Саурон је побијеђен, и Арагорн бива крунисан као краљ. Ипак, то није све. Саруман успијева побјећи и искварити Округ прије него умре. Фродо остаје рањен у души и тијелу и заједно с Билбом одлази на запад, преко Мора у Валинор, гдје успијева наћи мир.
У складу са Толкиновом временском линијом, догађаји у причи се дешавају између Билбовог рођендана, 22. септембра 3001. Трећег доба, и Самовог повратка у Округ, 6. октобра 3021. Трећег доба. Већина догађаја се дешава у 3018 и 3019, заједно са поласком Фрода из Врећастог Вијенца у Округу, 23. септембра 3018 Трећег Доба, и уништења Прстена шест мјесеци касније, 25. марта 3019 Трећег доба.

## Главни ликови
- Фродо Багинс, Хобит из Округа, носилац прстена
- Сем Гемџи, баштован Багинса, прати Фрода на његовом путу у Мордор
- Мерјадок Брендибак, Хобит и даљи Фродов рођак и пријатељ
- Перегрин Тук, Хобит и Фродов пријатељ
- Гандалф, добри чаробњак
- Саруман, зао чаробњак који жели јединствени прстен за себе
- Арагорн, краљ Гондора и Арнора
- Гимли, Глоинов син, патуљак
- Леголас, принц Виловњака из Мрке шуме, син краља Трандуила
- Саурон, мрачни господар, из рода Мајара. Помогао Вилењацима да искују Прстење моћи, а у тајности исковао још један прстен за себе којим би управљао народима Средње земље преко осталих прстена моћи
- Назгули, некада краљеви Људи, под утицајем девет прстенова постали утваре
- Голум или Смеагол, некада био Хобит, посједовао је прстен скоро 500 година, због чега је постао зао